# Alberto Arnoldi
Alberto Arnoldi (oder di Arnoldi) (fl. 1351 bis 1364) war ein bedeutender Bildhauer des Florentiner Trecento.

## Leben und Werk
Sein Name wird erstmals 1351 erwähnt, als er für die Arbeit an den Marmorfenstern des Campanile der Kathedrale von Florenz bezahlt wurde. Ihm werden allgemein die rautenförmigen Kacheln mit Flachreliefs zugeschrieben, die die sieben Sakramente auf der zweiten Ebene der Nordseite des Campanile darstellen. Die Originale befinden sich im Museo Opera Duomo. Sie könnten auf einem Entwurf von Maso di Banco beruhen, der sie nach Meinung einiger Gelehrter auch als Bildhauer ausgeführt hat.

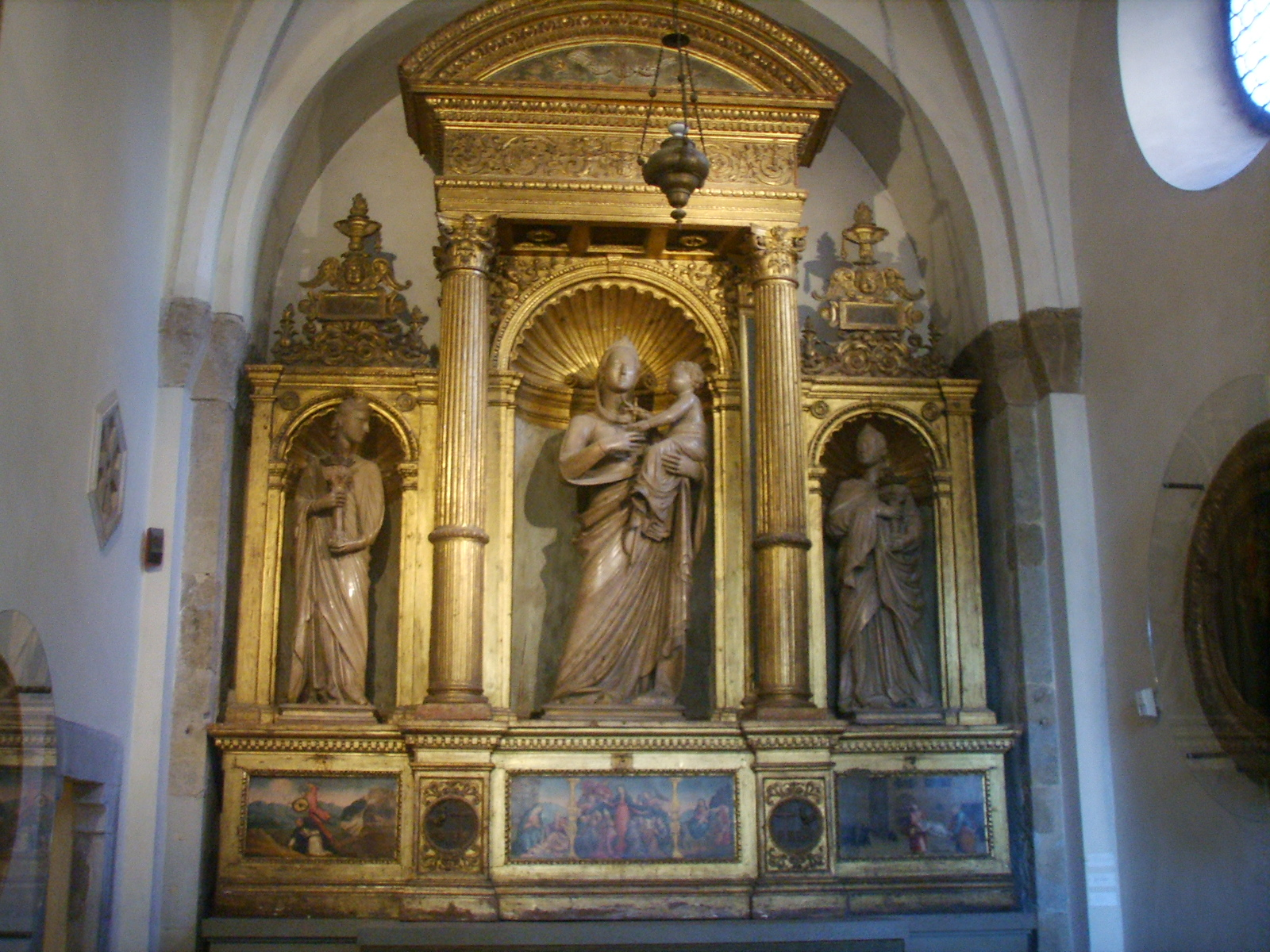
Madonna col bambino e due angeli (Marmor, 1359–64), Altar in der Loggia del Bigallo

In den Jahren 1355 und 1357 bis 1359 wurde Arnoldi mit wichtigen Aufgaben betraut, wie der Leitung der Arbeiten am Dom zusammen mit Francesco Talenti. Seine einzigen dokumentierten Werke sind die für das Oratorium des Bigallo in Florenz: die lebensgroßen Statuen der Jungfrau und des Kindes sowie der beiden Engel, die die Leuchter auf dem Altar halten (1359–64), und das Relief der Jungfrau und des Kindes als Halbfigur in der Lünette des Portals am Seiteneingang (1361). Der Künstler schuf auch einige der Reliefs, die die Loggia del Bigallo schmücken. Es ist jedoch nicht bewiesen, dass er auch der Architekt dieses Projekts war. Wahrscheinlich war er auch am Tabernakel von Orsanmichele (1352–59) beteiligt.
Nach 1364 wird der Bildhauer nicht mehr erwähnt. Eine Identifizierung mit Alberto, dem „großen florentinischen Meister der Marmorskulptur“, der laut seinem Zeitgenossen Franco Sacchetti den größten Teil seines Lebens am Hof von Galeazzo II. Visconti in Mailand verbrachte, ist unsicher.

## Stil
Sein Stil zeichnet sich durch einfache Formen und einen metallischen Oberflächeneffekt aus. Letzterer zeigt sich in den dichten und regelmäßigen Falten der Gewänder. Obwohl seine Figuren in starren Posen dargestellt sind und synthetisch modelliert wirken, sind sie sehr ausdrucksstark.